# Амвросий (Астахов)
Архимандрит Амвросий (в миру Алексей Аникеевич Астахов; 1860 год, Тамбовская губерния — 21 октября 1937, Бутовский полигон) — архимандрит, святой Русской православной церкви, причислен к лику святых как преподобномученик в 2000 году для общецерковного почитания.

## Биография
Родился в крестьянской семье. Служил в Казанском Головинском монастыре. В 1930—1937 годах архимандрит Амвросий проживал в Ховрине, где служил внештатным священником в храме в честь иконы Божией Матери «Знамение».

## Арест и мученическая кончина
29 сентября 1937 года был арестован по делу архиепископа Димитрия (Добросердова) и заключён в Бутырскую тюрьму. Фрагмент допроса:

— Кто и в каких целях вас посещал на квартире? (следователь)
— Меня посещали мои почитатели, которые обращались ко мне за различными советами.
— Какие советы вы давали своим почитателям?
— Я давал советы только по вопросам семейной жизни.
— Следствие располагает данными, что вы своих почитателей обрабатывали в антисоветском духе. Вы это подтверждаете?
— Да, я действительно говорил, что советская власть на религию и духовенство устраивает гонения, говорил, что советская власть есть власть антихриста, посланная в наказание народу за грехи.
— Изложите ваши взгляды на советскую власть.

— К советской власти я отношусь враждебно, считаю, что советская власть разрушает храмы, ссылает совершенно безвинное духовенство и верующих. По своим убеждениям я являюсь монархистом, а советскую власть я рассматриваю как временное явление… Люди в России, которые по своей глупости свергли царя, сейчас в этом раскаиваются, потому что видят очень много несправедливости от советской власти, чего не было при царе.
«Тройка» НКВД по Московской области постановлением от 17 октября 1937 года приговорила архимандрита Алексия к расстрелу по ст. 58 п. 10—11 за «участие в контрреволюционной группировке и систематической антисоветской агитации».
Расстрелян 21 октября 1937 года и погребён на Бутовском полигоне.

## Канонизация
Причислен к лику святых новомучеников и исповедников Российских для общецерковного почитания Деянием Юбилейного Архиерейского Собора Русской Православной Церкви, проходившего 13—16 августа 2000 года в Москве.
День памяти: 8/21 октября, в Соборе новомучеников и исповедников Российских и в Соборе Бутовских новомучеников.